# 山忌 黃衣小飛俠
《山忌：黃衣小飛俠》（英語：Haunted Mountains: The Yellow Taboo）是一部2025年上映的臺灣靈異驚悚電影，由蔡佳穎執導，劉以豪、袁澧林與曹佑寧主演。電影改編自都市傳說「黃衣小飛俠」。本片於2025年6月6日在台灣上映，由威視電影發行。

## 演員
- 劉以豪 飾 陳嘉銘[3][4]
- 袁澧林 飾 宋玉欣[5]
- 曹佑寧 飾 張安偉/黃衣小飛俠[6]
- 陳孝萱 飾 徐品蓮[7]
- 陳如山 飾 張海豐[8]

## 製作
本片獲文化部影視及流行音樂產業局「112年度國產電影長片輔導金」補助，由紅衣小女孩股份有限公司製作。出品單位包括文化內容策進院、合影視有限合夥、中華電信、中環國際娛樂、再現影像、聯合數位文創、紅衣小女孩股份有限公司等。發行由威視電影負責。該電影亦為2018年電影《人面魚：紅衣小女孩外傳》之後的衍生電影。導演蔡佳穎表示，該計畫最初由製作公司發起，最初僅有故事雛形，經過多次討論與不同版本的嘗試，最終確立現行的故事模式，開發歷時約三至四年，自嚴重特殊傳染性肺炎疫情前開始籌備。與前作偏向純恐怖類型不同，本片結合驚悚、微科幻元素，並加入時間輪迴設定，藉此區隔「紅衣」系列的敘事結構。劇本由蔡佳穎與編劇鄒宛臻合作開發，後者負責強化結構性。
關於片中角色「黃衣小飛俠」的形象設定，蔡佳穎表示，其概念源自將「山」擬人化為活體，透過黃衣小飛俠影響角色心理。角色的外觀會隨劇情推進而改變，呈現如鏡子般反射人們內心恐懼的特質，並以主角陳嘉銘的心魔為核心，展現恐懼的多樣形態。

## 發行
《山忌黃衣小飛俠》的前導預告於2025年3月6日公佈，並於2025年6月3日舉行首映會，監製曾瀚賢、陳信吉、導演蔡佳穎、主演劉以豪、袁澧林、曹佑寧、陳如山、陳孝萱、吳昆達與歌手王ADEN出席首映。該電影於6月6日上映。
該片亦入選第29屆加拿大奇幻國際電影節，並將角逐NEW FLESH競賽單元的「最佳首部長片獎」（New Flesh Award for Best First Feature）。

## 票房
《山忌 黃衣小飛俠》於上映首週末三日創下新台幣1222萬元票房，為2025年台灣電影開片票房最高紀錄，亦為自《角頭—大橋頭》以來表現最佳的開片成績。截至2025年6月30日，該片在臺灣票房累計約新台幣2900萬元。

## 外部連結
madefrom.hk 電影 上 【山忌 黃衣小飛俠】的資料 ( 繁體中文)